# Theetip

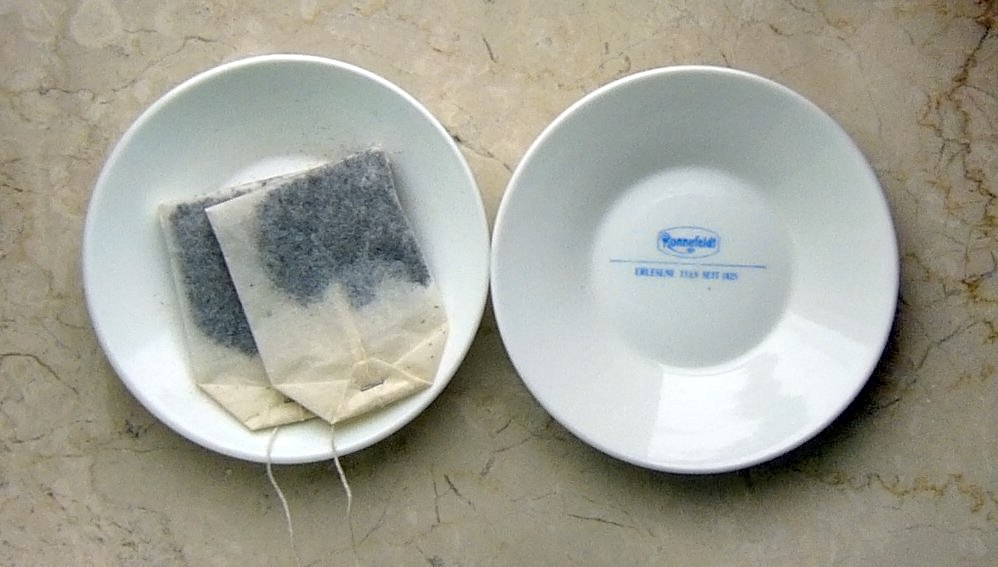
Theetip

Een theetip of vrouwenschaaltje is een miniatuurschaaltje dat wordt gebruikt voor het neerleggen van gebruikte theezakjes ter hergebruik.
De schaaltjes zijn verkrijgbaar in verschillende vormen en materialen. Bijvoorbeeld glas of aardewerk of porselein. Sommige theeserviezen bevatten een dergelijk schaaltje. Een theetip wordt meestal gebruikt als er geen thee in een pot maar per kop wordt gezet en een theezakje hergebruikt kan worden voor een volgend kopje thee.